# Viktor Senger
Viktor Alexander Ludwig Senger, auch Victor Senger, (11. August 1870 in Darmstadt, Großherzogtum Hessen – 25. Juni 1942 in Berlin, Deutsches Reich) war ein deutscher Theater- und Filmschauspieler.

## Leben
Senger, Sohn des Schauspielerehepaars Alexander und Maria Senger ergriff nach Abschluss des Gymnasiums Senger einen kaufmännischen Beruf und trat in Bremen in ein Tabakhaus ein, wo er drei Jahre arbeitete. Anschließend ging er in die USA. Dort zog es ihn auf die Bühne. Sein erstes Engagement führte ihn ans Irving Place Theatre in New York. Sein Debüt gab er anlässlich eines Gastspiels von Josef Kainz im Romeo als „Apotheker“. Es folgten Stationen in Milwaukee und Chicago. Da er die deutsche der englischen Sprache bevorzugte, kehrte er nach Europa zurück. Hierauf spielte er in Annaberg, Freiburg und am Berliner Theater, bevor er für zwei Jahre im Rollenfach jugendlicher Held am Residenztheater Hannover verpflichtet wurde. Es folgte eine zweijährige Verpflichtung am Hoftheater Meiningen. In den Jahren 1900 und 1901 ging er auf Tournee mit Agnes Sorma quer durch Europa, u. a. nach Holland, Belgien, Italien, Griechenland, in die Türkei und nach Rumänien. Nach Beendigung wurde er am Schauspielhaus München engagiert.
1901 heiratete er seine Kollegin Gisela Fischer. 
Ab 1914 taucht er dann als Filmschauspieler auf.
Sein Bruder war Schauspieler Heinz Senger, seine Stiefmutter die Opernsängerin Katharina Senger-Bettaque.

## Filmografie
- 1914: Lepain, der König der Unschuldigen
- 1916: Die Gespensterstunde
- 1916: Mutter und Kind
- 1916: Was ein Weib vermag
- 1916: Der breite Weg
- 1917: Die Memoiren des Satans, 2. Teil: Fanatiker des Lebens
- 1917: Lehrer Matthiesen
- 1917: Der Weg ins Freie
- 1917: Das Kainszeichen
- 1917: Frank Hansens Glück
- 1917: Was ein Weib vermag
- 1917: Lumpengrete
- 1918: Europa postlagernd
- 1918: Das Kainszeichen
- 1918: Das bemooste Haupt
- 1918: Der Prozeß Hauers
- 1918: Die Buße des Richard Solm
- 1918: Das Perlenhalsband
- 1919: Gewalt gegen Recht
- 1919: Kinder der Liebe, 1. Teil
- 1919: Treu der Jugend
- 1919: Gebannt und erlöst
- 1920: Der Tempel der Liebe
- 1920: Madame Récamier
- 1920: Die Hand des Würgers
- 1920: Unter der Dornenkrone. Mexikos Kaisertragödie
- 1920: Johann Baptiste Lingg
- 1920: Der Fürstenmord, durch den Millionen starben
- 1921: Lotte Hagedorn
- 1922: Mignon
- 1922: Der alte Gospodar
- 1923: Der wilde Freiger
- 1924: Steuerlos
- 1925: Frauen, die man oft nicht grüßt
- 1925: Bismarck, 1. Teil
- 1927: Das Heiratsnest
- 1928: Der alte Fritz, 1. Teil: Friede
- 1930: Das Schicksal der Renate Langen
- 1932: Theodor Körner